# Alfred Schütz
Alfred Schütz (13 de abril de 1899 - 20 de mayo de 1959) sociólogo y filósofo austriaco, de origen judío, introductor de la fenomenología en las ciencias sociales. Nació en Viena, donde estudió leyes y economía con, entre otros, Hayek y von Mises. Exiliado desde 1933, llegó en 1939 a Estados Unidos, donde, pudo integrarse en la Nueva Escuela de Investigación Social de Nueva York. Se inspiró, entre otros, en Henri Bergson, en la escuela austríaca de economía y en el pensamiento de Edmund Husserl de quien fue discípulo directo. En 1932 publicó su primera obra "Der Sinnhafte Aufbau der sozialen Welt" en la que pretendió dotar de fundamento filosófico a la perspectiva metodológica y las categorías sociológicas básicas de Max Weber. Su pensamiento encontró nuevas potencialidades a través de su diálogo intelectual con autores anteriores de orientación pragmatista como George Herbert Mead o John Dewey. Su obra, poco conocida, ha impactado en la teoría sociológica contemporánea a partir de los trabajos de Berger y Luckmann, así como del enfoque etnometodológico de Garfinkel o Cicourel.
Tuvo una importante amistad con el filósofo lituano Aron Gurwitsch, con quien discutió sobre diversas temáticas, como queda manifiesto en su epistolario, publicado tanto en alemán como en inglés (Philosophers in Exile: the Correspondence of Alfred Schutz and Aron Gurwitsch, 1939-1959).

## Conceptos fundamentales
Algunos de los conceptos fundamentales desarrollados por Schütz son:
- Realidad social: Suma total de objetos y sucesos dentro del mundo social cultural, tal como los experimenta el pensamiento de sentido común de los hombres que viven su existencia cotidiana entre sus semejantes, vinculados por múltiples relaciones de interacción. Es el mundo de objetos culturales e instituciones sociales en el que todos hemos nacido, dentro del cual debemos movernos y con el que tenemos que entendernos. Para Schutz "llamar real a una cosa significa que esta guarda una cierta relación con nosotros mismos" así todo lo que no guarda relación con nosotros está fuera de nuestra realidad subjetiva.
- Mundo de la vida: El hombre participa continuamente en formas que son a la vez inevitables y pautadas (pareciendo "evidentes"), dentro del ámbito de la realidad. Aquella región en la que el hombre puede intervenir y que puede modificar, mientras opera en ella a través de su organismo animado, se denomina el mundo de la vida cotidiana.
- Situación biográfica: Consiste en el medio físico y sociocultural definido por el sujeto y dentro del cual ocupa una posición, posee un rol respecto de los demás y adopta una postura moral e ideológica. Entre las condiciones, comprobadas por Schutz, que delimitan la vida, llegó a identificar dos tipos de elementos: 1) Los que son controlados o se pueden llegar a controlar y; 2) Los que están fuera o más allá de la posibilidad de control.

El individuo que actúa en el mundo procura cambiar el mundo que lo rodea. La situación biográfica condiciona el modo de determinar el escenario de la acción, interpretar sus posibilidades y enfrentar sus desafíos. Schütz incorpora a las ciencias sociales el método de la fenomenología, principalmente a partir de la arquitectura trabajada por Edmund Husserl. Para ello define a la realidad como un mundo en el que los fenómenos están dados, sin importar si éstos son reales, ideales, imaginarios, etc. Se considera, entonces, un mundo de la vida cotidiana que los sujetos viven en una actitud natural, desde el sentido común. Esta actitud frente a la realidad permite a los sujetos suponer un mundo social externo regido por leyes, en el que cada sujeto vive experiencias significativas y asume que otros también las viven, pues es posible ponerse en el lugar de otros; desde esta actitud natural el sujeto asume que la realidad es comprensible desde los conceptos del sentido común que maneja, y que esa comprensión es correcta (Schütz, 1932:37-39).

## El lugar del sujeto
El sujeto que vive en el mundo social está determinado por su biografía y por su experiencia inmediata. La configuración biográfica alude a que cada individuo se sitúa de una manera particular en el mundo, pues toda su experiencia es única. Sus padres, la crianza y educación recibidas, los intereses, deseos y motivos, todos son elementos que aportan a la formación de personalidades únicas.
La experiencia personal inmediata tiene relación con la perspectiva desde la que el sujeto aprehende la realidad, y la comprensión se hace en relación con la posición que ocupa en el mundo. El espacio y el tiempo en que transcurre el individuo determinan sus vivencias.
Desde la biografía del individuo y de su posición particular en el espacio y el tiempo se configura un repositorio de conocimiento disponible que consiste en el almacenamiento pasivo de experiencias (Schütz, 1932:107), las que pueden ser traídas al Aquí y Ahora y constituir una nueva experiencia personal inmediata. Este repositorio de conocimiento disponible se amplía con cada vivencia, y el Aquí y Ahora contiene al que fue el Aquí y Ahora anterior. Gracias a esta reserva el sujeto puede comprender nuevos fenómenos sin necesidad de iniciar un proceso reflexivo para ordenar cada una de las vivencias que transcurren (Schütz, 1932:80-81, 105-106).
El sujeto se presenta a otros no como un ser completo, sino sólo como una parte de su totalidad. Esto es así porque la configuración del sujeto, biográfica e inmediata, es una construcción permanente sobre la que nuevas experiencias se acoplan al repositorio de conocimiento disponible y pueden ser abarcadas por la biografía. Es decir, el sujeto que se desenvuelve en el mundo está modificándose a sí mismo. Entonces se incorpora la distinción entre el “yo” y el “mi”, donde el “mi” viene a ser el “yo” mentado en fases anteriores a la experiencia inmediata del sujeto. Esto queda más claro si atendemos a que al reflexionar sobre sí mismo, el sujeto se visualiza sobre la base de experiencias pasadas (donde la visualización de futuro también es una experiencia pasada, pues ya se realizó), no a su experiencia inmediata, no a su Aquí y Ahora. Si reflexiona sobre un Aquí y Ahora, está pasando a un nuevo Aquí y Ahora del que no es consciente sino hasta objetivarlo mediante símbolos y hacer de él una experiencia pasada. Cuando el sujeto reflexiona sobre sí mismo, está atendiendo al “mi”; el “yo” se encuentra reflexionando sobre el “mi” (Schütz, 1932:80-81).[1]
Siguiendo con las distinciones referidas a la percepción de la realidad, se distingue entre actos y acciones. El acto puede ser algo realmente cumplido en el pasado, o bien la idealización de algo concretado en el futuro (Schütz, 1932:60); es una vivencia instalada en el repositorio de conocimiento disponible de algo concretado, sea real o imaginario. Una acción es la ejecución de un acto proyectado, es la experiencia de estar cumpliendo el acto (Schütz, 1932:90). Esta experiencia se da en la corriente temporal interna del sujeto, y la acción se vincula al suceso que se está vivenciando. Y es en referencia a esta conciencia temporal que se ordenan las vivencias, modificándose el sujeto por trascender al tiempo, ganando vivencias que le permiten enfrentar nuevas experiencias. La reflexión constituye un quiebre en la corriente temporal interna, pues coloca un foco atencional en el pasado, marginándose brevemente de la temporalidad irreversible para traer a colación una vivencia anterior (Schütz, 1932:77). Esto se conecta con la imposibilidad de percibir acciones, pues para reflexionar debemos ejecutar una nueva acción, siempre referida a nuestra corriente temporal en que el futuro es un acto en que ya concretamos una idealización.

## El sujeto y los otros
La configuración particular del sujeto está también sometida a la intersubjetividad, que constituye una característica del mundo social. El Aquí se define porque se reconoce un Allí, donde está el otro. Que el sujeto pueda percibir la realidad poniéndose en el lugar del otro es lo que permite al sentido común reconocer a otros como análogos al yo. Es en la intersubjetividad donde podemos percibir ciertos fenómenos que escapan al conocimiento del yo, pues el sujeto no puede percibir su experiencia inmediata pero sí percibe las de los otros, en tanto le son dadas como aspectos del mundo social. En otras palabras, el sujeto percibe sus actos, pero puede percibir los actos y las acciones de los otros.
La intersubjetividad es para la vida  porque el mundo del sentido común permite anticipar ciertas conductas para desarrollar la vida social. Así, cuando yo me dirijo hacia otra persona y le pregunto sobre algún tema, estoy suponiendo una estructura social en la que reconozco al otro, asumo que compartimos ciertos códigos, nos unimos a ellos en alguna actividad común, influimos y nos dejamos influir (Schütz, 1932:39; 1963:51).
En su relación con otros el sujeto construye categorías y estructuras sociales referidas a su Aquí y Ahora. De ese modo puede reconocer relaciones con otros, de las que forma parte, constituyendo un nosotros, en que los sujetos involucrados se reconocen mutuamente y comparten una misma vivencia, por breve que ésta sea (Schütz, 1932:192-194); relaciones de otros sin él, ustedes; relaciones de terceros, ellos. También se establecen relaciones referidas al tiempo. Los contemporáneos son otros con los que se puede interactuar, es decir, experimentar acciones y reacciones con ellos; los predecesores son otros con los que ya no se puede interactuar, aunque sí es posible acceder a sus actos que pueden determinar al sujeto; los sucesores son otros con los que no es posible interactuar pero hacia quienes el sujeto puede orientar sus acciones (Schütz, 1963:45-46). En el mundo de los contemporáneos asoma una categoría particular de otros, los asociados, para la que no basta con el mero reconocimiento y con la vivencia compartida; es necesaria una relación cara a cara ininterrumpida, en la que el sujeto en torno al cual se definen los asociados es capaz de conocer a tal punto a otros que puede orientar su acción hacia las reacciones que espera de otros. Entre los asociados se generó primero una relación nosotros, en la que se compartió una vivencia; la diferencia entre los asociados es que éstos reviven la relación nosotros que establecen, más que sólo aludir al repositorio de conocimiento del otro que contiene las vivencias compartidas (Schütz, 1932:207-209).

## Interpretación del significado
El sujeto realiza acciones que están cargadas de significados. Todas sus acciones tienen un sentido; aunque el actor no haya tenido intención de significar algo, su acción puede ser interpretada por otro. Las vivencias son interpretadas subjetivamente, pues el sujeto recurre a su repositorio de conocimiento disponible, para asociar aquello que se conoce a lo que se desconoce. El mundo del sentido común se encuentra tipificado en categorías de significado que permiten reconocer los nuevos fenómenos e incorporarlos a la conciencia del sujeto; una experiencia reconocida como novedosa es aquella para la que no se tienen tipificaciones de significado o son erróneas, lo que implica reorganizar estas tipificaciones. De todas maneras, no existe una única interpretación de las vivencias, sino que varían según la perspectiva desde la que sean interpretadas, esto es, según el Aquí y Ahora que experimenta el sujeto (Schütz, 1932:113-114).
Las acciones realizadas por el sujeto llevan un significado subjetivo que consiste en una autointerpretación de la vivencia en la que interpretan una vivencia; recordemos que la experiencia inmediata es inaccesible al sujeto. Por ser de carácter subjetivo, el significado al que el actor apunta con su acción es distinto al significado que otros le dan a su acción (Schütz, 1932:129).

## Comprensión y motivos
Se plantea el problema que desde la observación directa no se puede determinar qué acciones son conductas significativas, pues no tenemos acceso a la actitud epistémica que el sujeto que realiza la acción tiene frente a ella. Por otro lado, la observación y comprensión de actos encierra una dificultad similar que puede ser subsanada mediante la objetivación de los componentes de esos actos, como es la definición de la conducta de los sujetos, pues la observación de actos implica la comprensión de los significados de ciertas acciones.
Es posible comprender las acciones. Desde conceptos weberianos (Weber, 1922:6 ss.), Schütz avanza la idea de una comprensión observacional, que es la que ejercemos cotidianamente en nuestras relaciones con otros, objetivando lo observado y dándole una interpretación, pero sin arriesgar una interpretación de lo que el actor intenta significar. La comprensión motivacional implica un conocimiento del actor, de su configuración y del significado que podría darle a su acción, de modo que la observación dé lugar a una interpretación que atribuya motivos a la acción (Schütz, 1932:55-61).
En la comprensión motivacional se distinguen dos clases de motivos. Los motivos “para” se desarrollan en la conciencia del sujeto y son atribuidos a fines deseados y a objetivos propuestos; son subjetivos y se refieren al futuro. Los motivos “porque” se refieren al contexto de la acción o a una predisposición psíquica del sujeto, son objetivaciones de aspectos que rodean la acción; por su carácter causal tienen una referencia al pasado (Schütz, 1932:117-123).

## El método fenomenológico
Schütz incorpora a las ciencias sociales el método fenomenológico, que tiene su fundamento en la reducción fenomenológica, esto es, una suspensión de la conciencia tal que nos aparte de las tipificaciones del sentido común. Si la actitud natural hacia el mundo consiste en una suspensión, mediante tipificaciones del sentido común, de las dudas que pueda generar ese mundo, la reducción fenomenológica debe apartarse de esas tipificaciones y de las idealizaciones que se generan en torno a la vida cotidiana. Esta actitud que desvincula la conciencia temporal interna del mundo temporal es llamada epojé (Schütz, 1932:73-74).
La reducción fenomenológica que trabaja Schütz no se ocupa de aspectos de la fenomenología trascendental, ya que su interés está puesto en el significado que “el ser humano que mira al mundo desde una actitud natural” (Schütz, 1932:128) atribuye a los fenómenos. Se trata de suspender la creencia en el mundo del sentido común e incorporar la duda filosófica en el análisis.
Mediante la epojé se puede investigar “el significado de una experiencia en la conciencia temporal interna” (Schütz, 1932:72), pues permite llegar más allá de lo que permiten las tipificaciones del sentido común, que frenan la captación de significado subjetivo cuando el repositorio de conocimiento disponible basta para interpretar los fenómenos (Schütz, 1932:67-68).

## Teoría del significado
La investigación del significado de las acciones de los otros implica suponer que quieren significar, dar sentido, a algo, y que podemos interpretar las acciones de los otros. Esta interpretación no sólo se hace a través de la observación de las acciones de otros, sino también mediante la percepción de indicaciones, que son efectos que las acciones dejan en el ambiente, como son ruidos, movimiento de objetos, etc. Estas indicaciones tienen sentido para quien las observa, pero no tienen por qué ser producto de la intención del actor, lo que lleva nuevamente a que las acciones de otros difiere de la autointerpretación de las vivencias (Schütz, 1932:50).

## Literatura Secundaria
- Dreher, Jochen (2012) „Fenomenología: Alfred Schutz y Thomas Luckmann”, in: Enrique de la Garza Toledo und Gustavo Leyva (Hg.) (2012): Tratado de metodología de las ciencias sociales. Perspectivas actuales, México: Fondo de la Cultura Económica, S. 96-133.